# Konrad Rubner
Konrad Rubner (* 9. März 1886 in Nürnberg; † 20. Oktober 1974 in Regensburg) war ein deutscher Forstwissenschaftler.

## Leben
Rubner wuchs in Regensburg auf und studierte an der Forstlichen Hochschule Aschaffenburg und der Ludwig-Maximilians-Universität München Forstwissenschaft. Ab 1904 war er Mitglied des Corps Hercynia im Aschaffenburger Senioren-Convent. 1909 wurde er zum Dr. phil. promoviert. Im Ersten Weltkrieg wurde er zunächst als Leutnant der Reserve an der Westfront eingesetzt. Nach einer Erkrankung diente er von Oktober 1916 bis Dezember 1918 als Adjutant der Militärforstverwaltung in Bialowies. 1924 habilitierte er sich an der Staatswissenschaftlichen Fakultät der LMU. Nach vier Jahren als Privatdozent und Leiter des Lehrreviers Grafrath folgte er 1928 dem Ruf der Forstakademie Tharandt auf den Lehrstuhl für Waldbau und Forstbenutzung. Im November 1933 unterzeichnete er das Bekenntnis der Professoren an den deutschen Universitäten und Hochschulen zu Adolf Hitler.
1945 kehrte er nach Bayern zurück. Er leitete das Forstamt Mindelheim und wurde Personalreferent, dann Leiter des Regierungsforstamts Schwaben in Augsburg. Von 1948 bis 1952 war er Referent für Waldbau und Forsteinrichtung am Bayerischen Staatsministerium für Ernährung, Landwirtschaft und Forsten. Hier erwarb er sich besondere Verdienste um die Wiederaufforstung der im Zweiten Weltkrieg und in der Nachkriegszeit entstandenen Kahlflächen. Danach leitete er noch einige Jahre die Abteilung für Forstliche Vegetationskunde der Forstlichen Forschungsanstalt München. Die Bedeutung dieses Fachs hatte er als Erster erkannt und ihr mit der Gründung der intereuropäischen Arbeitsgemeinschaft für forstliche Vegetationskunde 1929 Rechnung getragen.
Nach der Emeritierung war er wieder Mitglied der Staatswissenschaftlichen Fakultät. Nach dem Tod seiner Gattin Anna verzog er 1970 nach Regensburg, wo sein Sohn Heinrich Rubner Professor an der Universität geworden war.

## Werke
- Die bayerischen Epilobienarten, -bastarde und -formen. 1909.
- Das Hungern des Cambiums und das Aussetzen der Jahrringe. Ungeheuer & Ulmer, 1910.
- Die Bewegung der Holzpreise in Deutschland vom Beginn des Weltholzhandels bis zum Weltkrieg. 1920.
- Die Waldbautechnik der größten Wertleistung. (Band 1 von Heske/Rubner), 1936.
- Die Ziele der mitteleuropäischen Forstwirtschaft. Acta forestalia Fennica 1926.
- mit Georgij F. Morosow, Selma Ruoff und Hans Ruoff: Die Lehre vom Walde. Radebeul 1928.
- Steigerung der Papierholzproduktion Deutschlands durch waldbauliche Maßnahmen. Biberach an der Riß 1931.
- mit Fritz Reinhold: Die pflanzengeographischen Grundlagen des Waldbaues. 5. Auflage. Radebeul 1960.
- Das ursprüngliche Areal der Fichte in Europa. 1932.
- Beitrag zur Kenntnis der Fichtenformen und Fichtenrassen. 1936.
- Das Areal der Sudetenlärche. Tharandt 1943.
- Neudammer forstliches Lehrbuch. Ein Handbuch für Unterricht und Praxis. Band 1, Radebeul 1942.
- Neudammer forstliches Lehrbuch. Band 2, Melsungen
- Die Waldgesellschaften in Bayern. Mit einer Anleitung zur Durchführung pflanzensoziologischer Untersuchungen im Walde. Bayerischer Landwirtschaftsverlag, München 1949.
- mit Fritz Reinhold: Das natürliche Waldbild Europas. 1934, 1953.
- Die Wiederaufforstung in Bayern von 1948 bis 1954. Bayerischer Landwirtschaftsverlag, München 1954.
- mit Franz Heske: Die Vorratswirtschaft. Band 1. Radebeul 1936.
- Die forstlichen Verhältnisse in der Bundesrepublik. Stuttgart 1957.
- Die pflanzengeographischen Grundlagen des Waldbaues. Radebeul 1960.

## Auszeichnungen
- 1962: Bayerischer Verdienstorden